# サタニックパニック
『サタニックパニック』（原題:Satanic Panic）は2019年に公開されたアメリカ合衆国のホラー映画である。監督はチェルシー・スターダスト、主演はレベッカ・ローミンが務めた。

## 概要
本作はサムがカルトの魔の手から必死で逃れようとする姿をユーモアを交えつつ描き出していく。

## あらすじ
サマンサ・クラフト（サム）はピザ配達員として働き始めたが、1セントのチップすらもらえず途方に暮れていた。そこで、サムはチップの催促をすることにしたが、運の悪いことに、悪魔崇拝カルトの集会が開催されている家に入ってしまった。何とか生きて帰ろうとしたサムだったが、うっかり自分が処女であると言ってしまったばかりに、カルトの構成員たちに捕らえられてしまった。

## キャスト
- ダニカ・ロス：レベッカ・ローミン
- サマンサ・クラフト（サム）：ヘイリー・グリフィス
- サミュエル・ロス：ジェリー・オコンネル
- ジュディ・ロス：ルビー・モディーン
- キム・ラーソン：ジョーダン・ラッド
- ジプシー・ニュミエール：アーデン・マーリン
- ミシェル・ラーソン：ホイットニー・ムーア
- スティーヴ・ラーソン：ジェフ・ダニエル・フィリップス
- ゲイリー・ニュミエール：マイケル・ポーリッシュ
- クリステン・ラーソン：ハンナ・ストッキング
- ダンカン・ハヴェマイヤー：AJ・ボーウェン
- ミスター・スタイルズ：スキータ・ジェンキンズ

## 製作
2015年11月6日、テッド・ゲイガンが本作の監督に起用されたと報じられたが、その後しばらくプリ・プロダクション作業は中断した。2018年6月、ついに企画が再始動されたが、ゲイガンではなくチェルシー・スターダストが監督を務めることになった。10月11日、本作の主要キャストが発表された。2019年12月14日、レイクショア・レコーズが本作のサウンドトラックを発売した。

## 公開・マーケティング
2019年4月22日、本作の劇中写真が初めて公開された。5月31日、本作はオーヴァールック映画祭でプレミア上映された。6月4日、RLJEフィルムズが本作の全米配給権を獲得したとの報道があった。8月5日、本作のオフィシャル・トレイラーが公開された。

## 評価
本作は批評家から好意的に評価されている。映画批評集積サイトのRotten Tomatoesには61件のレビューがあり、批評家支持率は62%、平均点は10点満点で6.2点となっている。サイト側による批評家の見解の要約は「身の毛もよだつほど怖い作品ではないし、鑑賞中に心臓の脈動が早くなることもない。しかし、ポップコーン・ムービーとして見れば、『サタニックパニック』は面白い作品であることは間違いなく、傑作でないことを許容できるホラー映画ファンであれば楽しめるだろう。」となっている。また、Metacriticには7件のレビューがあり、加重平均値は51/100となっている。